# Bradford megye (Florida)
Bradford megye az Amerikai Egyesült Államokban, azon belül Florida államban található. Megyeszékhelye és legnagyobb városa Starke. Lakosainak száma 28 303 fő (2020. április 1.). Bradford megye Baker, Clay, Putnam, Alachua és Union megyékkel határos.

## Népesség
A megye népességének változása:
| Lakosok száma | 28 538 | 28 440 | 27 097 | 26 850 | 26 928 | 28 303 |
|               | 2010   | 2011   | 2012   | 2013   | 2015   | 2020   |